# Hermann Burg
Hermann Burg (* 29. Januar 1878 in Essen; † 27. September 1946 in London) war ein deutscher Kunsthistoriker, Kunstschutz-Offizier, Galerist, Kunst- und Antikenhändler.

## Leben
Hermann Burg war ein Deutscher jüdischer Herkunft. Er hatte in Jena und München Medizin studiert, von 1911 bis 1912 als Einjährig-Freiwilliger gedient und als Arzt 1912 sogar eine Approbation erhalten, bevor er sich ganz der Kunstgeschichte widmete. 1912 wurde er bei Max Dvořák an der Universität Wien mit einer Arbeit über den frühklassizistischen Bildhauer Franz Anton von Zauner zum Dr. phil. promoviert. Aus diesem Jahr stammt ein Porträt, das Oskar Kokoschka von ihm gezeichnet hatte, welches sich heute in der Sammlung des Metropolitan Museum of Art in New York befindet.
Eine Weile war Burg „Hilfsarbeiter“ der Österreichischen Staatsgalerie. Von Ende 1916 (offiziell April/Mai 1917) bis November 1918 war er als Kunstsachverständiger im Range eines Feldwebels der 2. Armee des deutschen Heeres beigeordnet und als solcher an der Westfront in Cambrai, Douai und Valenciennes für den Kunstschutz tätig, den der Kunsthistoriker Paul Clemen initiiert hatte. Zusammen mit Clemen fungierte er im Februar 1919 als Beauftragter der deutschen Waffenstillstandskommission. Von französischer Seite wurden nach dem Ersten Weltkrieg Vorwürfe wegen Kunstraubs und -plünderung gegen Burg und andere Beteiligte des deutschen Kunstschutzes bei der Friedenskommission erhoben. Clemen verteidigte den deutschen Kunstschutz sowie die Angegriffenen in einem 1919 publizierten Werk. Burg hingegen widersprach Clemen in Form einer 1920 veröffentlichten Broschüre, räumte deutlicher als Clemen ein Scheitern des Kunstschutzes ein und war der einzige der Beteiligten, der das Verhalten der kaiserlichen Truppen und der Militärführung gegenüber dem feindlichen Kunsterbe öffentlich kritisierte.
Nach dem Ersten Weltkrieg wurde Hermann Burg Kunsthändler. Mit Unterstützung des Berliner Kunsthändlers Albert Loeske (1869–1929) eröffnete Burg im Januar 1920 in der Salomonsgasse 5 in Köln die „Kunsthandlung Dr. Hermann Burg“, die 1921 in der Breitestraße 3 und 1922 bis 1928 im Domhof 8 angesiedelt war. Anschließend zog Burg mit seiner Kunsthandlung nach Berlin, in die Friedrich-Ebert-Straße 5.
Als Galerist wurde Burg nur im Jahr 1922 durch eine Ausstellung unter dem Titel „Romantiker“ bekannt. Im selben Jahr nahm er an der Großen Kunstausstellung Düsseldorf mit verkäuflichen Werken der Maler Peter von Cornelius, Rudolf Elster, Joseph von Führich, Franz Ittenbach, Karl Müller und Johannes Niessen teil. In Düsseldorf engagierte er sich auch im beratenden Ausschuss der Künstlervereinigung Das Junge Rheinland. 1925 verkaufte er das Werk Santa Maria Maggiore in Rom von Joseph Anton Koch an das Museum Folkwang in Essen. Dem Wallraf-Richartz-Museum in Köln stiftete er vier Zeichnungen von Adolf von Hildebrand.
Verheiratet war Burg spätestens seit 1922 mit Margret Henriette Augusta, geborene Kunz (1894–1958). Sie war  Kunsthistorikerin, die bei Adolph Goldschmidt über ottonische Plastik promoviert hatte. Clemen war ihr „Doktorvater“. Bei Burg, der ihr zuvor in Notlagen geholfen hatte, betätigte sie sich als Sekretärin. Ihre Freundin, ebenfalls Mitarbeiterin in Burgs Kunsthandlung, war die Kunsthistorikerin Luise Straus-Ernst, von 1918 bis 1926 die Ehefrau des Künstlers Max Ernst.
In der Zeit des Nationalsozialismus emigrierte Burg mit seiner Ehefrau über die Niederlande (Lourselaan 13, Haarlem) nach England, wo er für das Jahr 1938 unter der Adresse 32 James Street in London greifbar ist, für das Jahr 1941 unter der Adresse April Cottage, Shamley Green bei Guildford. Im Zeitraum 1937 bis 1941 verkaufte und übergab er dem British Museum mehrere Objekte. In dieser Zeit handelte er mit antiken Stücken. Zusammen mit seiner Frau hatte er eine Kunstsammlung.
Burg starb 1946 im Alter von 68 Jahren in London. Er lebte zuletzt mit seiner Frau in London, 22 Heathgate.

## Veröffentlichungen (Auswahl)
- Einige Büsten des Königs von Rom. In: Jahrbuch des Kunsthistorischen Institutes. 5, 1911, Sp. 177 ff. (Digitalisat).
- Einige Urkunden zur Geschichte der Gemäldegalerien im Anfang des XIX. Jahrhunderts. In: Jahrbuch des Kunsthistorischen Institutes. 5, 1911, Sp. 194 ff. (Digitalisat).
- Der Bildhauer Franz Anton Zauner und seine Zeit. Ein Beitrag zur Geschichte des Klassizismus in Österreich. A. Schroll, Wien 1915 (Digitalisat).
- mit Hermann Erhard, Franz Schnabel: Cambrai. Korpsverlagsbuchhandlung des XIV. Reservekorps, C. Winter, Heidelberg 1917.
- mit Theodor Demmler, Adolf Feulner: Kunstwerke aus dem besetzten Nordfrankreich ausgestellt im Museum zu Valenciennes. Hrsg. vom Armee-Oberkommando 2, Musée des beaux-arts de Valenciennes, Valenciennes 1918.
- Kunstschutz an der Westfront. Kritische Betrachtungen und Erinnerungen. Deutsche Verlagsgesellschaft für Politik und Geschichte, Charlottenburg 1920.
- Minor art of early periods, from 3000 B. C. – 1200 A. D. E. J. Brill, Leiden 1939.